# District de Poonch (Inde)
Le district de Poonch (ourdou : ضلع پونچھ) est un district du territoire du Jammu-et-Cachemire, en Inde.

## Géographie
Au recensement de 2011, sa population compte 371 561 habitants.
Son chef-lieu est la ville de Poonch. 